# Jacqueline Kennedy Onassis
Jacqueline (Jackie) Lee Bouvier Kennedy Onassis, bekend onder meerdere namen, onder andere Jackie Kennedy, Jackie Onassis en Jackie O., (Southampton (New York), 28 juli 1929 – New York, 19 mei 1994) was de Amerikaanse first lady van 1961 tot aan de dood van haar toenmalige echtgenoot, president John F. Kennedy in 1963.

## Familie en jonge leven
Jacqueline Bouvier werd geboren in het Easthampton Hospital in East Hampton, New York. Ze was de oudste dochter van John Vernou Bouvier III (1891-1957) en Janet Norton Lee (1906-1989).
Om hun aanzien te verhogen overdreven beide families over hun afkomst. De Bouviers vertelden dat ze afstamden van de koninklijke Fontaines uit Frankrijk en de Lee's zeiden dat ze van de Virginia Lee's afstamden. Jacqueline was voornamelijk van Ierse, Schotse en Engelse afkomst. Haar laatste Franse voorouder aan vaders kant was Michel Bouvier, haar overgrootvader die naar Philadelphia verhuisde.
Ze had één zusje: Caroline Lee, die bekendstond als Lee, geboren in 1933. Haar vader, die de bijnaam Black Jack had, was een playboy; het feit dat hij altijd achter de vrouwen aanzat, leidde uiteindelijk tot de scheiding met Janet toen Jackie nog een jong meisje was.
Tot ze 12 jaar was, verbleef ze elke zomer op het domein Lasata van haar grootouders in East Hampton waar ze leerde paardrijden op haar favoriete paard Danseuse. Nadat haar ouders officieel gescheiden waren in 1942 en haar moeder hertrouwd was, bleef ze paardrijden op de Hammersmith Farm van de Auchincloss familie.
Ze hield van lezen, schilderen, gedichten schrijven en had een goede relatie met haar vader. De relatie met haar moeder was vaak afstandelijk.

### Opleiding en eerste baan
- 1935-1942 The Chapin School - New York - kleuterschool en lagere school
- 1942-1944 Holton Arms School - Bethesda, Maryland - lagere school en eerste jaar middelbaar
- 1944-1947 Miss Porter's School - Farmington, Connecticut - Middelbaar
- 1947-1949 Vassar College - Poughkeepsie, New York - College
- 1949-1950 Universiteit van Grenoble en de Sorbonne - Parijs, Frankrijk - uitwisselingsprogramma
- 1950-1951 George Washington University - Washington D.C. – behaalt een graad in de Franse literatuur.
- 1954 Georgetown University - Georgetown, Washington D.C.: Amerikaanse geschiedenis

Toen Jackie op Vassar College zat, werd ze "Debutante van het jaar" in 1947/48. In 1951 had ze haar eerste baan voor de krant Washington Times-Herald. Haar werk bestond erin vragen te stellen aan mensen die ze ontmoette in Washington. De vragen en amusante antwoorden verschenen dan in de krant. Hierdoor leerde ze senator John F. Kennedy kennen.

## Huwelijk met Kennedy

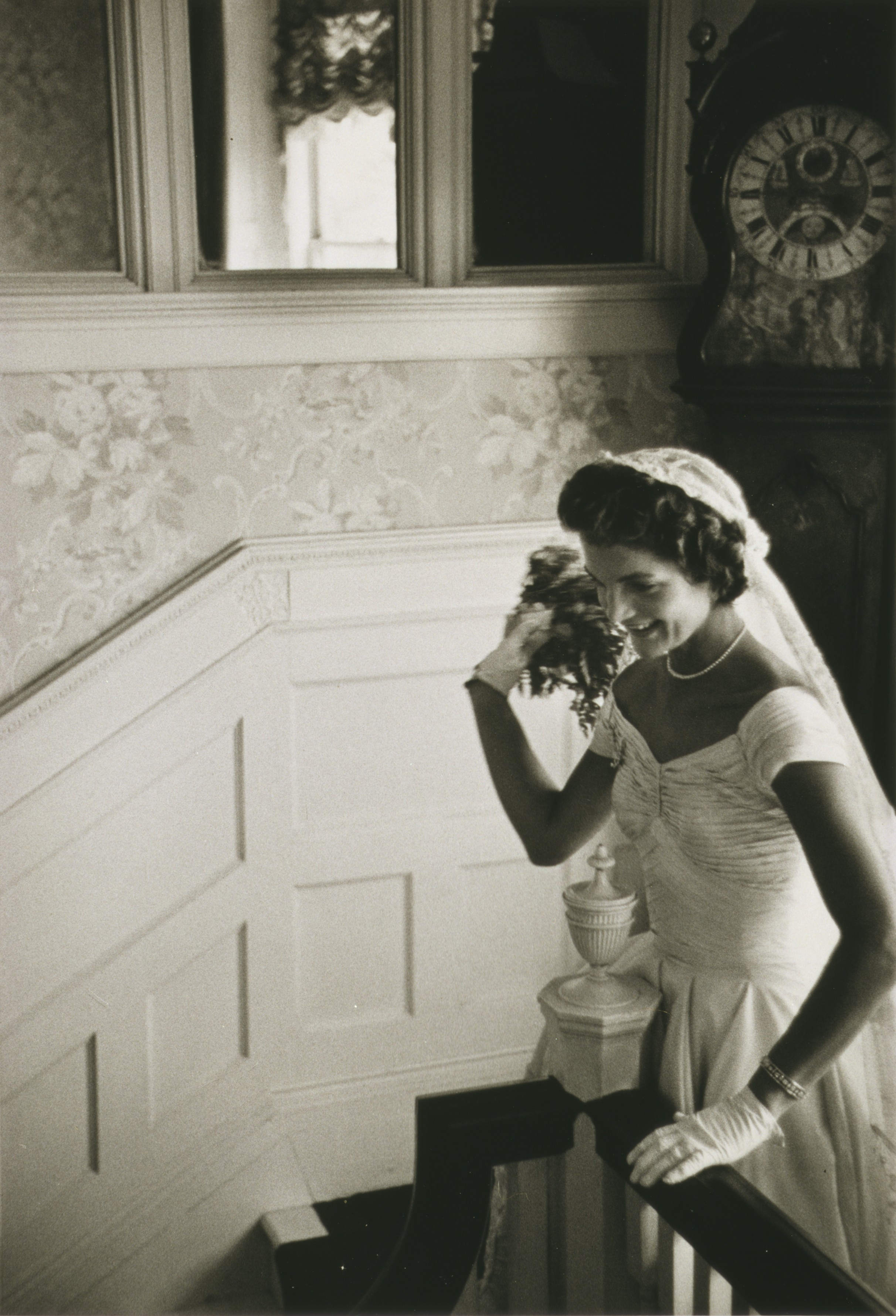
Jacqueline Kennedy op Hammersmith Farm in Newport, Rhode Island op haar trouwdag in 1953.

In december 1951 was Jackie verloofd met de jonge effectenmakelaar John Husted. Jackie pendelde tussen New York en Washington om John te ontmoeten. In New York verbleef ze in het appartement van haar vader, Black Jack Bouvier, die erg gesteld was op John. In maart 1952 werd de verloving echter verbroken, op advies van haar moeder. Zij vond dat Husted, die $17.000 per jaar verdiende, niet rijk genoeg was hoewel zijn familie in hoog aanzien stond. Ook vond ze hem te onvolwassen.
Jackie ontmoette John Kennedy (bijnaam Jack) voor het eerst op het huwelijk van een gemeenschappelijke vriend in 1948. Drie jaar later kwamen ze weer met elkaar in contact in mei 1951 op een etentje bij Charles en Martha Bartlett thuis. Kennedy vergezelde haar naar de auto, maar ontdekte dat Husted haar opwachtte. In de winter van dat jaar zagen ze elkaar op een evenement in Palm Beach, Florida. Nadat de verloving van Jackie verbroken werd hielden de Bartletts een nieuw etentje op 8 mei 1952, waarop de romance tussen Jack en Jackie ontstond.
Ze trouwden op 12 september 1953 in Newport, Rhode Island. Haar bruidsjurk en die van de bruidsmeisjes werden ontworpen door Ann Lowe, een bekende modeontwerpster. De receptie werd op Hammersmith Farm gehouden met ruim 2000 gasten. Na de bruiloft keerden ze na een korte huwelijksreis terug naar Washington. In het begin van hun huwelijk ondervond senator Kennedy erg veel hinder van zijn rug door een oorlogsblessure; hij werd twee keer geopereerd. Terwijl hij herstelde van de operatie moedigde Jackie hem aan om een boek te schrijven: Profiles in Courage. Het handelt over senatoren die hun carrières riskeerden om te vechten voor zaken waarin ze geloofden. Het boek kreeg de Pulitzer-prijs voor biografie in 1957.
Het huwelijk verliep niet probleemloos, deels door Johns gezondheidsproblemen maar evenzeer door zogeheten verhoudingen - beide werden voor het publiek verborgen gehouden. De eerste vijf jaar van hun huwelijk woonden ze in een huis op de N Street in Georgetown in Washington. Jacqueline spendeerde in deze eerste huwelijksjaren veel van haar tijd en geld aan het herinrichten van het huis en het kopen van kleren. In 1956 werd ze voor het eerst zwanger; het zou een meisje worden dat ze Arabella noemden maar ze kreeg een miskraam. Een jaar later zou ze een dochter krijgen, Caroline.
Jacqueline was erg gesteld op haar schoonvader, Joseph P. Kennedy die op zijn beurt ook op zijn schoondochter gesteld was. Hij zag dat zij veel PR-potentie had als vrouw van een politicus. Haar relatie met Rose Kennedy was meer afstandelijk. Ze kon het ook goed vinden met haar zwager Bobby. Ze kon echter niet zo goed omgaan met de competitieve en sportieve eigenschap van de Kennedy-clan; ze was stiller en meer gereserveerd. Liever bracht ze de tijd alleen met John door dan met de hele familie erbij. De Kennedy zusters noemden haar "de deb" (debutante) en Jackie was er nooit happig op om mee te doen aan de familiale touch-football-wedstrijden. Eén keer brak ze haar been in een honkbalwedstrijd met de familie.

### Kinderen
| Naam                        | Geboren          | Overleden        | Opmerking |
| --------------------------- | ---------------- | ---------------- | --- |
| Arabella Kennedy Jr.        | 23 augustus 1956 | 23 augustus 1956 | doodgeboren dochter, begraven naast haar broer Patrick en hun vader nadat hij in 1963 vermoord werd en in 1967 in de Kennedy graftombe. |
| Caroline Bouvier Kennedy    | 27 november 1957 |                  | Getrouwd met Edwin Schlossberg; heeft twee dochters en een zoon. Ze is het laatst overlevende kind van John en Jackie.                  |
| John Fitzgerald Kennedy Jr. | 25 november 1960 | 16 juli 1999     | Getrouwd met Carolyn Bessette; stierf samen met haar bij een vliegtuigongeluk in 1999.                                                  |
| Patrick Bouvier Kennedy     | 7 augustus 1963  | 9 augustus 1963  | overleed twee dagen na zijn geboorte.                                                                                                   |

### Vrouw van presidentskandidaat

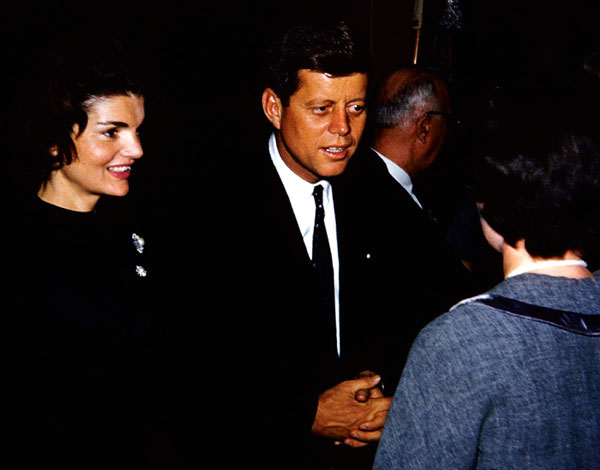
Jacqueline Kennedy voert samen met haar man campagne in Appleton, Wisconsin (maart 1960)

In januari 1960 kondigde senator John Kennedy aan dat hij zich kandidaat stelde voor het presidentschap, begon lange dagen te werken en door het hele land te reizen. Jackie had ook een actieve rol in de campagne. Te Appleton in Wisconsin deelde ze handtekeningen uit aan leerlingen van een lagere school, en zei erbij dat haar handtekening leesbaarder zou zijn dan die van haar man. De campagne in West Virginia was het zwaarste voor Jackie: ze had niet verwacht dat de regio zo arm was. Toen ze later in het Witte Huis nieuw glaswerk nodig hadden, stelde Jackie voor om het bij Morgantown Glassware uit de verarmde staat te bestellen.
Enkele weken voor het begin van de presidentiële campagne werd Jacqueline zwanger. Vanwege haar eerdere miskraam zeiden de dokters dat ze het best thuis kon blijven. Ze hielp haar man van huis uit door duizenden brieven te beantwoorden, reclamespotjes voor de televisie op te nemen en door een wekelijkse column te schrijven in een krant, Campaign Wife, die door het hele land werd verspreid. Daarbij werd ze bijgestaan door haar persoonlijke secretaresse, Mary Barelli Gallagher, die ook in het Witte Huis haar post bleef verzorgen. Ze bleef voor Jackie werken tot enkele maanden na de verhuizing van Jackie naar New York. Datzelfde jaar publiceerde Gallagher nog de bestseller My Life with Jacqueline Kennedy.
In de uiteindelijke verkiezing op 8 november 1960 versloeg John F. Kennedy nipt de Republikein Richard Nixon en werd zo president.

## First lady van de Verenigde Staten

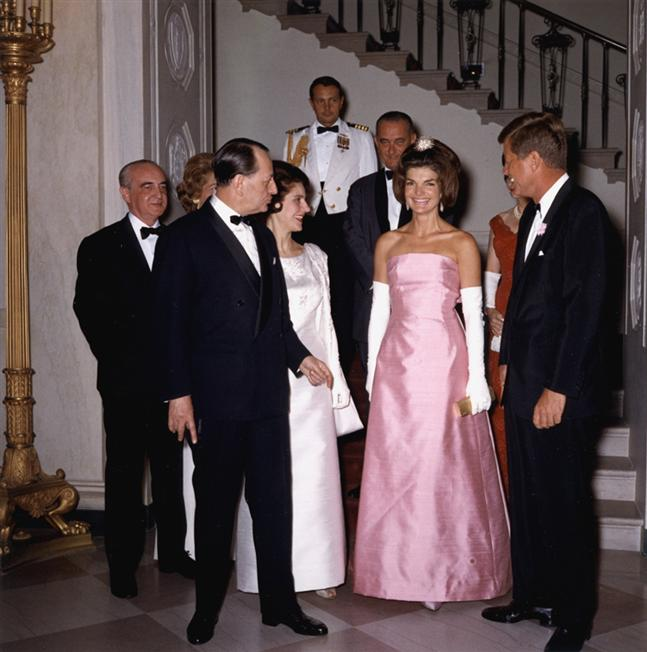
Mevrouw Kennedy, de president, André Malraux, Marie-Madeleine Lioux Malraux, Lyndon B. Johnson en Lady Bird Johnson komen net van de grote trap in het Witte Huis af op weg naar een diner met de Franse minister van cultuur in mei 1962. Jackie droeg een jurk die ontwerpen werd door Guy Douvier van Christian Dior.

Jackie beviel, via een keizersnede, van John F. Kennedy Jr. twee weken nadat zijn vader werd verkozen. Kort daarna kreeg Jackie een rondleiding door het Witte Huis van Mamie Eisenhower die haar niet zei dat er een rolstoel was om te gebruiken. Toen ze thuiskwam stortte ze in en had nog steeds geen goede gezondheid toen ze het Witte Huis betraden in januari 1961. Ze was een van de jongste first lady’s in de geschiedenis, net na Frances Cleveland.
Jacqueline vond de titel first lady niet zo prettig, ze vond dat het klonk als een paardennaam. Ze vroeg om aangesproken te worden als mevrouw Kennedy. Zoals elke First lady kwam haar leven in het publieke oog.
Ze vond het zelf niet erg om interviews te geven of om gefotografeerd te worden maar ze maakte zich wel zorgen over welk effect het zou hebben op de kinderen. Ze was vastbesloten hen te beschermen zodat ze een normale kindertijd zouden hebben. Ze liet maar weinig foto’s van hen nemen, maar als ze weg was liet de president wel foto’s nemen van de kinderen door fotograaf Cecil Stoughton.
Mevrouw Kennedy plande culturele evenementen, ze inviteerde artiesten, schrijvers, wetenschappers, dichters en muzikanten op het Witte Huis. Ze sprak vloeiend Frans en kon ook Spaans en Italiaans. Ze was ook erg handig in het aangenaam bezighouden van mensen waardoor ze een uitstekende reputatie kreeg als gastvrouw. Haar sociale vaardigheden waren legendarisch, zoals kan worden opgemerkt uit de manier waarop ze omging met president De Gaulle in Parijs en Nikita Chroesjtsjov in Wenen. Het bezoek van de president aan Wenen bleek een ramp te zijn maar Jackie maakte vele dingen goed. Toen aan Chroesjtsjov gevraagd werd om Kennedy een hand te geven voor een foto, zei de communistische leider dat hij liever eerst haar een hand zou geven.

### Franse invloed in het Witte Huis
Door haar Franse afkomst voelde ze een sterke band met Frankrijk. Dit reflecteerde in verschillende aspecten van haar leven, bijvoorbeeld in de menu’s op staatsdiners, haar kledingsmaak en liefde voor ballet. Ze koos voor de Franse binnenhuisarchitect Stéphane Boudin van Maison Jansen om de privé-familievertrekken op de tweede en derde verdieping opnieuw in te richten. Ze koos een Franse kok, die in Vietnam (voormalige kolonie) geboren was, om chef-kok te worden in het Witte Huis.

### Restauratie van het Witte Huis
De restauratie van het Witte Huis was het eerste grote project van Jacqueline. Ze was bij de eerste rondleiding, gegeven door Mamie Eisenhower, niet erg enthousiast over het huis omdat er weinig historische dingen terug te vinden waren. In de kamers stonden meubelen die volgens haar geschiedenis misten. Haar inspanningen begonnen al op haar eerste dag in het Huis, met de hulp van decorateur Sister Parish. De familievertrekken moesten aantrekkelijker gemaakt worden en geschikter voor een familieleven, er kwam een nieuwe keuken en meer plaats voor de kinderen.
De fondsen die beschikbaar gesteld werden voor dit project waren al snel uitgeput. Ze richtte een comité op om het restauratieproces te financieren. Ze vroeg ook meubelexpert Henry du Pont om raad. Haar beleid werd in die tijd bijna niet opgemerkt, behalve in roddels die ontstonden over de hoge kosten. Later werd duidelijk dat ze de verschillende stijlen van Parish, du Pont en Boudin goed had gecombineerd. Ze startte ook de publicatie van een handleiding over het Witte Huis. Met de opbrengsten daarvan betaalde ze de rest van de restauratie. Door haar kwam er ook een wet die vastlegde dat meubels uit het Witte Huis eigendom werden van de Smithsonian Institution en dat ze niet konden meegenomen worden door vertrekkende ex-presidenten. Ze schreef ook persoonlijke verzoeken aan degenen die stukken van historische waarde hadden om ze terug te schenken aan het Witte Huis.
Op 14 februari 1962 gaf Jackie een rondleiding in het Witte Huis op de televisie samen met journalist Charles Collingwood van de CBS, daar zei ze onder andere dat ze wou dat alles in het Witte Huis het beste was. Samen met Rachel Lambert Mellon liet ze ook de rozentuin van het Witte Huis opnieuw aanleggen en de oostelijke tuin, die na de moord op haar man werd omgedoopt in de Jacqueline Kennedy Garden. Haar inspanningen voor restauratie en behoud van het Witte Huis zorgde voor een permanente nalatenschap in de vorm van de White House Historical Association, het Committee for the Preservation of the White House, een permanente curator, het White House Endowment Trust en het White House Acquisition Trust.

### Bezoek aan Frankrijk
Alvorens de Kennedy’s Frankrijk bezochten kwam er een televisiespecial in het Frans met Jackie op het gazon van het Witte Huis. Toen ze het land bezochten had ze al de harten van de Fransen veroverd, haar vloeiende Franse uitspraak maakte ook indruk op de Gaulle en de Fransen.
Na het bezoek schreef het tijdschrift Time, dat erg opgetogen was over de first lady, "er was ook nog een man die bij haar was". Zelfs de president grapte erover en zei "Ik ben degene die Jacqueline Kennedy naar Parijs vergezelde, en ik heb ervan genoten!"

### Bezoek aan India en Pakistan

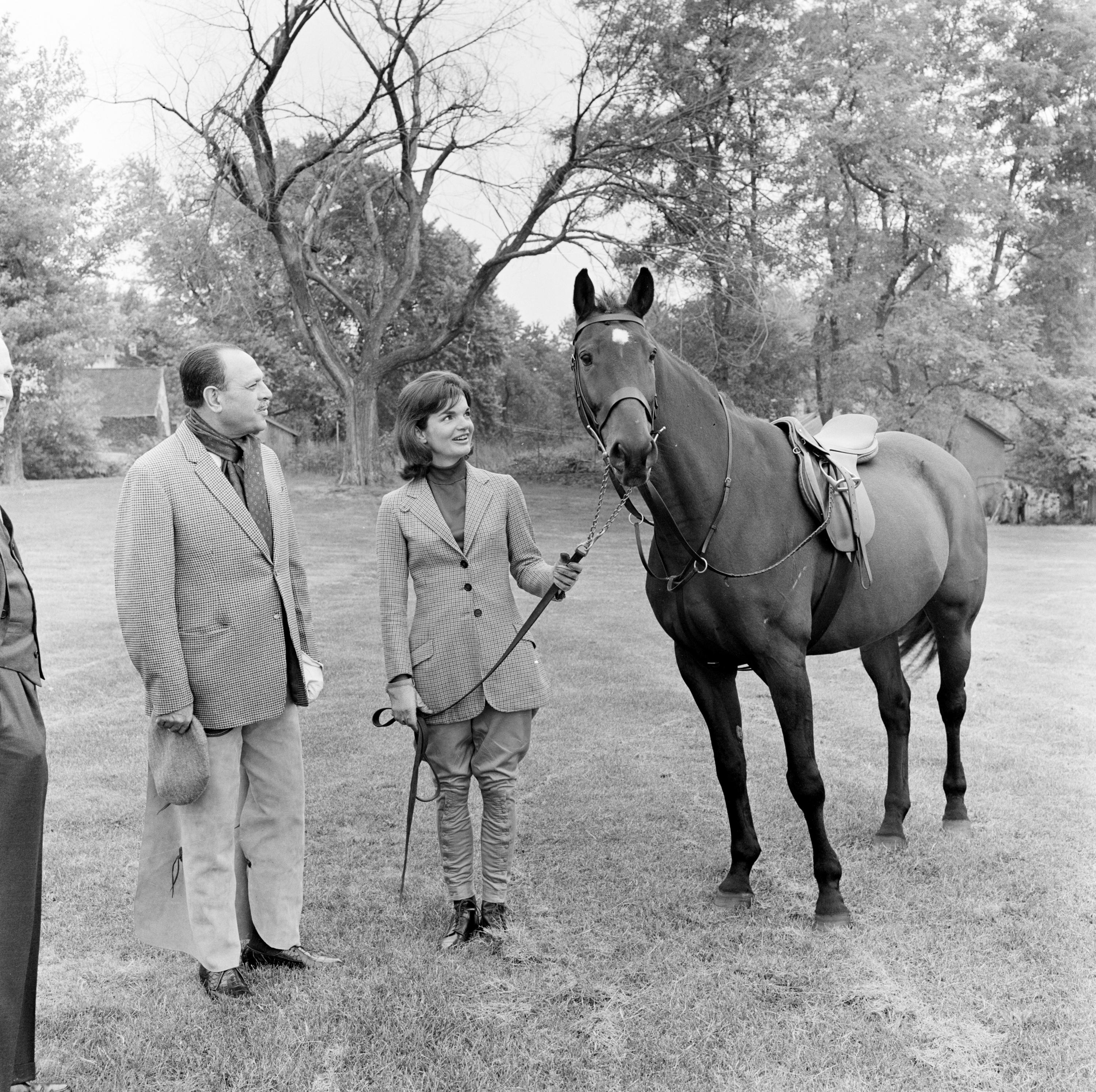
President Ayub Khan en Jackie met het paard Sardar

Op aandringen van John Kenneth Galbraith, de Amerikaanse ambassadeur in India ondernam Jackie een reis naar India en Pakistan, samen met haar zuster Lee, de reis werd goed gevolgd door de pers. Galbraith viel een merkbare scheiding op tussen haar eigenzinnige kledingsmaak en andere frivoliteiten enerzijds en haar goede intellect anderzijds.
In Lahore gaf de Pakistaanse president Ayub Khan zijn paard Sardar aan Jackie cadeau. Later ontmoette ze ook nog de Iraanse keizerin Farah Pahlavi.

### Dood van een baby
Jackie kreeg op 7 augustus 1963 een zoontje Patrick Bouvier Kennedy, dat te vroeg geboren werd via een keizersnede. Doordat zijn longen niet volledig ontwikkeld waren kon Patrick niet ademen en stierf na twee dagen tot Jackies groot verdriet.
Na het verlies van haar zoontje hield Jacqueline zich op de achtergrond in het Witte Huis. De president stelde voor dat ze haar zuster in Europa zou bezoeken om te herstellen van Patricks dood. Ze bracht heel wat tijd door in de regio rond de Middellandse Zee tijdens de vroege herfst, waarbij zij en haar zuster onder andere te gast waren op het jacht Christina van Aristoteles Onassis. Midden november 1963 maakte ze weer haar eerste publieke optreden in het Witte Huis.

## Moord en begrafenis van John F. Kennedy
In november 1963 ging het koppel op campagnereis naar Texas. Op 21 november begonnen ze in San Antonio en gingen dan door naar Houston waar ze de NASA bezochten. De laatste halte die dag was Fort Worth. Na het ontbijt de volgende dag vlogen ze naar Dallas: foto 1. Hij werd begeleid door een motorbrigade terwijl hij met Jackie in een limousine zat met een open dak. Vice-president Johnson en zijn vrouw Lady Bird zaten in de wagen achter hen. Tijdens het rijden door de menigte werd de president neergeschoten. Jackie klom uit de achterzit, niet om uit de limousine te vluchten (zoals regelmatig is beweerd), maar om een deel van de hersenen van haar net beschoten man vast te grijpen. Het bewijs daarvoor werd ontdekt in onder meer de roemruchte Zapruder-film, maar ook in verklaringen die later zijn afgelegd. De limousine reed in volle vaart naar het Parkland Hospital alwaar de president overleed.
Na zijn dood weigerde ze haar kleren, die onder het bloed zaten, weg te doen en had er spijt van dat ze het bloed van haar gezicht en handen had afgewassen, omdat ze wilde laten zien aan de mensen wat ze haar hadden aangedaan. Ze had het beroemde roze pakje aan in het vliegtuig toen Lyndon B. Johnson de eed aflegde als nieuwe president. Nadat Jaqueline het pakje had verwisseld voor andere kleding, werd het door haar kamermeisje -ongewassen- in een doos gedaan, waarna het bij de moeder van de weduwe terechtkwam. Die zette de tekst "22 november 1963" op het deksel van de doos, waarna die in haar kelder verdween.
Jaren later werd de doos aan The National Archives geschonken, waar hij nog steeds ligt; 'unexposed to the public', zoals in een tv-reportage over de inmiddels historische kledingstukken wordt gesteld.

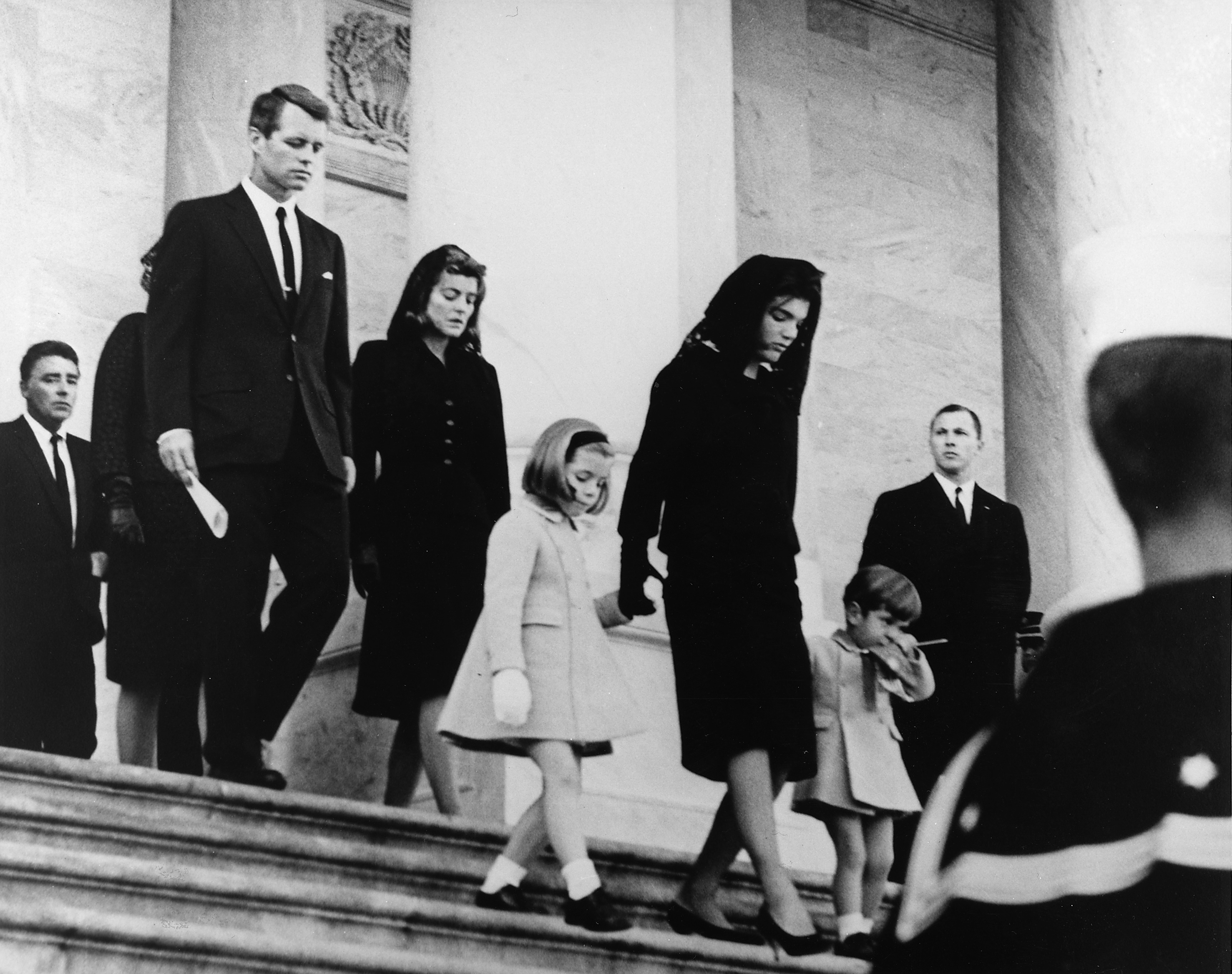
Jacqueline Kennedy in Givenchy, Robert Kennedy, John Jr., Caroline, en Peter Lawford verlaten het Capitool na de ceremonie van John Fitzgerald Kennedy op 24 november 1963

De hele natie was in de rouw na het overlijden van de president. Hij lag eerst opgebaard in het Witte Huis en daarna in het Capitool. De staatsbegrafenis werd gehouden in de St. Matthews Cathedral. Hij werd begraven op het Arlington National Cemetery en Jackie was de eerste om de eeuwige vlam aan te steken bij zijn graf. Reporter Lady Jean Campbell vertelde aan de Engelse krant Evening Standard: "Jacqueline Kennedy heeft de Amerikanen iets gegeven wat ze altijd misten: een koningin."
Na de moord trok ze zich terug uit het publieke leven. Ze had het plan om Lee Harvey Oswald, die van de moord op haar man werd verdacht, op te zoeken in de gevangenis, maar deze werd kort daarop doodgeschoten door nachtclubeigenaar Jack Ruby. Wel slaagde ze er nog in om in Washington geheim agent Clint Hill te eren, die in de limousine was geklommen om haar en de president te beschermen.

### Leven na de moord
Een week na de moord werd de weduwe van de president geïnterviewd in Hyannisport voor het tijdschrift Life. Daarin vergeleek ze haar jaren in het Witte Huis met die van Koning Arthurs mythische Camelot, ze zei dat John vaak de titelsong van de musical Camelot van Lerner en Loewe draaide voor ze gingen slapen. Ze citeerde ook koningin Guinevere uit de musical om zich uit te drukken hoe ze haar verlies aanvoelde: "Nu is hij een legende, terwijl hij verkoos om een man te zijn."
Door haar gedrag tijdens de moord en begrafenis won ze wereldwijd bewondering. In het geheim kampte ze met gedachten over zelfmoord, maar ze vertelde haar vrienden en familieleden dat het haar kinderen waren die haar op de been hielden. Na de dood van John bleven Jackie en de kinderen nog twee weken in het Witte Huis. Oud-president Truman moedigde Lyndon Johnson aan om Jackie aan te sporen eerder te vertrekken dan gepland, omdat het nu zijn presidentieel vertrek was. Nadat ze Lady Bird Johnson had rondgeleid zei ze: "Wees niet bang van dit huis, ik heb hier mijn gelukkigste jaren gehad.".
Na de winter van 1964 nog in Washington te hebben doorgebracht besloot ze een luxueus appartement te kopen op Fifth Avenue in New York, in de hoop meer privacy te krijgen. Ze verkocht het huis dat in Virginia gebouwd was en waar zij en John met pensioen zouden zijn gegaan. Ze rouwde een jaar lang, trad niet in de openbaarheid en was erg op haar privacy gesteld. Haar dochter Caroline vertelde in die tijd tegen haar schooljuffrouw dat haar moeder vaak huilde.
In mei 1965 wijdden Jacqueline Kennedy en Koningin Elizabeth II een officieel gedenkteken in voor de president in het Engelse plaatsje Runnymede (district in het niet-stedelijke graafschap Surrey). Het gedenkteken omvatte naast een steen enkele aren grond die door het Verenigd Koninkrijk aan de Verenigde Staten werden gegeven, op de weide waar de Magna Carta werd ondertekend door koning Jan zonder Land in 1215.
Ze was ook betrokken bij de plannen voor de John F. Kennedy Library, een bewaarplaats voor alle officiële documenten tijdens de ambtstermijn van de president. De bibliotheek zou eerst in Cambridge (Massachusetts) komen, dicht bij de Harvard-universiteit maar om verscheidene redenen kwam hij uiteindelijk in Boston. De bibliotheek heeft ook een museum en werd in 1979 ingewijd door president Carter.

## Huwelijk met Onassis
Op 20 oktober 1968 trouwde Jacqueline met Aristoteles Onassis, een Griekse scheepsmagnaat, op het Griekse eiland Skorpios. Vier en een halve maand eerder was haar eerdere zwager senator Robert F. Kennedy vermoord in Los Angeles. Op dat moment vond Jackie dat de Kennedy’s een doelwit waren en dat zij en haar kinderen weg moesten uit de Verenigde Staten. Een huwelijk met Onassis was zinvol: hij had het geld en de macht om haar de nodige bescherming te geven terwijl zij het sociale cachet had waar hij naar hunkerde. Hij beëindigde zijn relatie met operadiva Maria Callas om met haar te trouwen. Jackie gaf de bescherming van de geheime dienst op en het privilege om gratis brieven te verzenden, een privilege waar weduwen van presidenten recht op hebben.
Het huwelijk kreeg een tijdje negatieve publiciteit en leek haar imago van rouwende weduwe aan te tasten. Anderen zagen het huwelijk echter als een positief symbool voor de moderne Amerikaanse vrouw die niet bang was om voor haar eigen financiële belangen te zorgen en haar familie te beschermen. In het begin leek het huwelijk een succes maar al snel werd duidelijk dat dit niet zo was. Het koppel bracht samen weinig tijd door. Onassis kon wel goed opschieten met Caroline en John Junior, zijn zoon Alexander introduceerde John in de vliegkunst (ironisch genoeg zouden ze later allebei in een vliegtuigongeluk omkomen). Jackie kon niet opschieten met haar stiefdochter Christina Onassis en besteedde veel tijd aan reizen en winkelen.
In de jaren 70 wilde Jackies zuster Lee een documentaire opnemen met Albert en David Maysles over de jeugd van Jacqueline in East Hampton. Rond dezelfde tijd kregen haar tante langs vaders kant Edith Ewing Bouvier Beale (Big Edie) en diens dochter Little Edie ongewilde nationale aandacht, toen de krant National Enquirer de betreurenswaardige levensomstandigheden bekendmaakte waarin de familie zich bevond in hun landhuis in East Hampton, Grey Gardens. Hierna beval de gezondheidsinspectie om het huis op te ruimen nadat het in verval was geraakt en overspoeld werd door wilde katten. Jackie en Aristoteles schonken $32.000 om het huis op te ruimen (1000 zakken vuilnis weg te brengen), het opnieuw te bemeubelen, nieuwe leidingen te laten aanleggen.
De gebroeders Maysles interviewden de Edies en lieten de beelden aan Lee Radziwill zien, die de film in beslag nam. Uiteindelijk werd er toch een documentaire gemaakt, die zich focuste op de Edies in plaats van de First lady.
Onassis was in het eerste stadium voor het aanvragen van de echtscheiding toen hij overleed op 15 maart 1975; Jacqueline was met haar kinderen in New York. De erfenis was beperkt door een voorhuwelijks contract en door het feit dat Onassis de Griekse regering ervan overtuigde dat er een limiet moest staan op hoeveel een niet-Griekse weduwe kon erven. Jacqueline aanvaardde het aanbod van $26.000.000 dat stiefdochter Christina haar deed.

### Inbreuk op de privacy
Toen een paparazzo Jackie naakt fotografeerde op Skorpios, kocht Larry Flynt, uitgever van het pornografische magazine Hustler, de foto’s op en publiceerde ze in de editie van 1975. Dit tot grote schaamte van Jackie en de familie Kennedy, hoewel haar schoonmoeder Rose geamuseerd was door de foto’s.

## Laatste jaren
De dood van Aristoteles Onassis in 1975 maakte haar op 45-jarige leeftijd voor de tweede keer weduwe. Nu haar kinderen ouder waren, besloot ze werk te zoeken dat haar voldoening kon geven. Aangezien ze altijd al gesteld was geweest op schrijven en literatuur nam ze een aanbod aan als uitgever voor Viking Press. Een paar jaar later stapte ze over naar Doubleday. Ze deed grote moeite om Frank Sinatra, de Hertogin van Windsor en koningin Elizabeth II toe te voegen aan de lijst van auteurs voor Doubleday, maar telkens zonder succes. Ze woonde in Martha's Vineyard en in New York. Vanaf het midden van de jaren 70 tot aan haar dood was haar levensgezel Maurice Tempelsman, een in België geboren en al jaren gescheiden diamantair.
Jacqueline Onassis waardeerde de bijdragen van Afro-Amerikaanse schrijvers aan de Amerikaanse literatuur. Ze moedigde haar buurvrouw in Martha’s Vineyard, Dorothy West, aan het boek The Wedding af te maken: een verhaal over rassen, klassen, rijkdom en macht in de Verenigde Staten. De novelle kreeg grote literaire waardering nadat ze in 1995 door Doubleday werd gepubliceerd. Oprah Winfrey introduceerde in 1998 het verhaal aan miljoenen Amerikanen met een eveneens The Wedding getitelde televisiefilm, waarin Halle Berry een hoofdrol speelde. In het voorwoord van haar boek vermeldt Dorothy West de steun van Jacqueline Onassis.
Jacqueline Onassis zette zich ook in voor het behoud en de bescherming van Amerika’s culturele erfgoed. In haar tijd als first lady protesteerde ze tegen de sloop van historische huizen op Lafayette Square in Washington, omdat ze van mening was dat deze gebouwen een essentiële rol speelden in de geschiedenis van de stad. Later voerde ze campagne om het station Grand Central Terminal in New York te renoveren. In de Terminal is een gedenkteken geplaatst, dat haar prominente rol bij het behoud memoreert. In de jaren 80 protesteerde ze tegen plannen om bij Columbus Circle in New York een wolkenkrabber te bouwen, die een grote schaduw zou werpen over Central Park.
En vanuit haar appartement op Fifth Avenue in New York had ze uitzicht op de vleugel van het Metropolitan Museum of Art waarin de tempel van Dendur stond. Dit was een geschenk van Egypte aan de Verenigde Staten, om het land te bedanken voor de generositeit van de Kennedy’s, die hadden meegeholpen bij het redden van enkele historische tempels die anders overstroomd zouden zijn na de bouw van de Aswandam.
In januari 1994 werd bij Jacqueline Onassis non-Hodgkin lymfoom vastgesteld, een vorm van kanker. De diagnose werd in februari bekendgemaakt. De familie was aanvankelijk optimistisch. Haar dochter stond erop dat ze zou stoppen met roken. Jacqueline Onassis bleef werken bij Doubleday, maar deed het wel rustiger aan. In april bleek de kanker zich te hebben uitgezaaid en werd ze opgenomen in een ziekenhuis in New York. Op 18 mei ging ze voor het laatst naar huis. Een grote menigte sympathisanten, toeristen en verslaggevers verzamelde zich buiten haar appartement op straat. Jacqueline Onassis overleed op vrijdag 19 mei 1994 om 22:15u in haar slaap, op 64-jarige leeftijd.
De begrafenis vond plaats op 23 mei in de rooms-katholieke kerk Saint Ignatius Loyola, dezelfde kerk waar ze in 1929 gedoopt was. Ze werd naast haar man president Kennedy begraven, dicht bij hun baby's dochter Arabella en zoon Patrick, in Arlington, Virginia. Naast weduwnaar Maurice Tempelsman en de familie Kennedy werd de begrafenisdienst bijgewoond door Bill en Hillary Clinton, Lady Bird Johnson, actrice Daryl Hannah en Arnold Schwarzenegger (de schoonzoon van Eunice Kennedy Shriver, JFK's zuster).

## Nalatenschap en gedenktekens

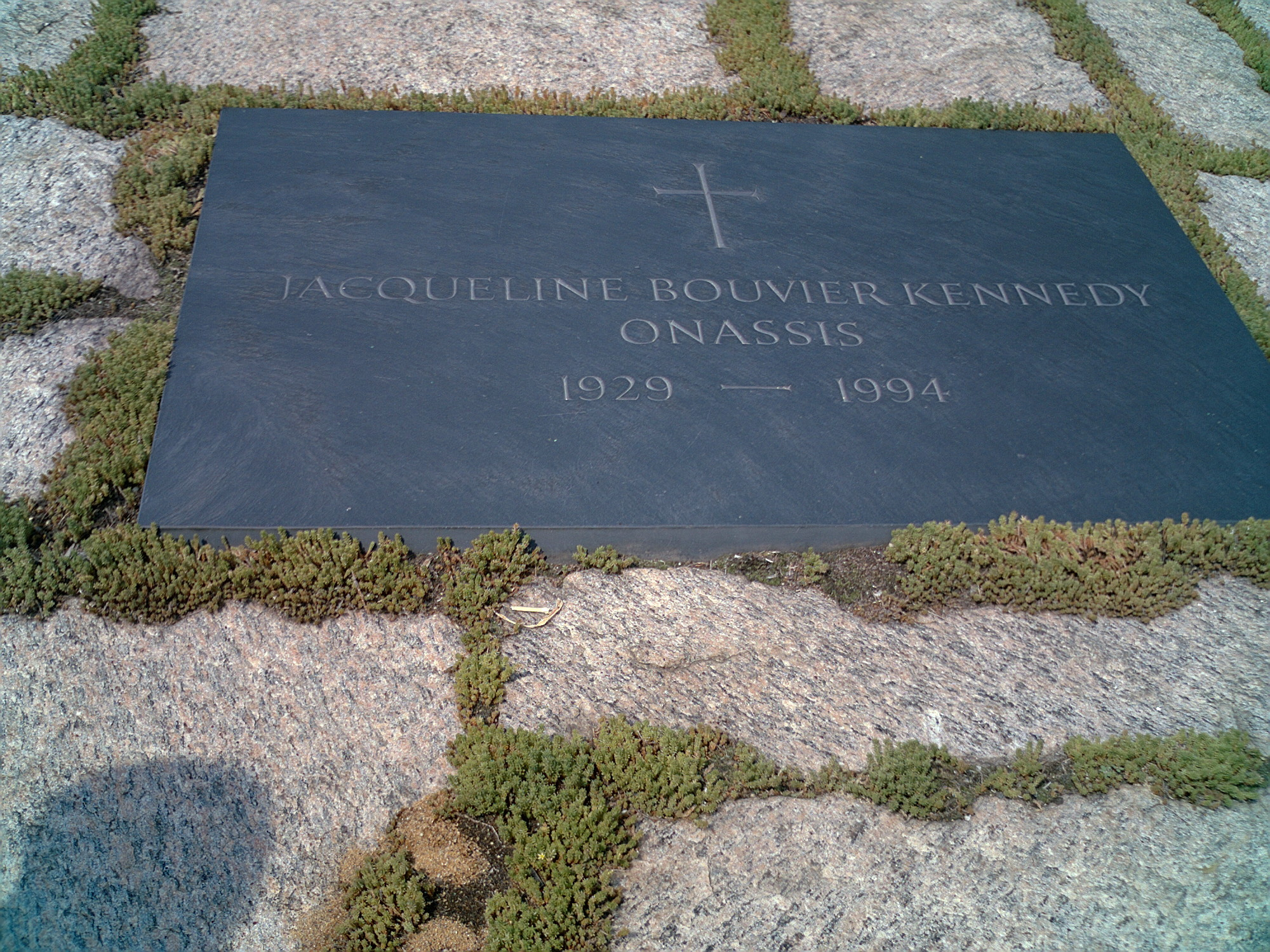
Graf van Jacqueline Bouvier Kennedy Onassis op het Arlington National Cemetery.

Net zoals bij haar echtgenoot wordt Jackie herinnerd:
- De Jacqueline Kennedy Onassis High School, werd ingewijd in 1995 in New York en is de enige school in Amerika met die naam.
- In de George Washington-universiteit is een hal die de Jacqueline Kennedy Onassis Hall heet.
- In het Witte Huis is een tuin die, kort na de dood van haar man, werd omgedoopt in de Jacqueline Kennedy Garden.
- De grootste vijver in Central Park, werd in 2006 omgedoopt in het Jacqueline Kennedy Onassis Reservoir.
- Televisiefilm (1981) Jacqueline Bouvier Kennedy - in de titelrol Jaclyn Smith
- In 2016 kwam er een biografische film over haar uit, getiteld Jackie, over de periode voorafgaande, tijdens en na de moord op haar man.